# Guerra e pace (film 1966)
Guerra e pace: Natascia - L'incendio di Mosca (in russo Война и мир?, Vojna i mir) è un film del 1966 diretto da Sergej Bondarčuk.
Il soggetto è costituito dal romanzo Guerra e pace di Lev Tolstoj. Il film è entrato nel libro dei guinness dei primati per vari record, tra cui l'alto bilancio e la durata.

## Produzione
L'intera produzione risulta essere durata 7 anni per un bilancio stimato di oltre 9.213.013$, che - se messo a confronto con l'inflazione - sarebbe pari a 67.000.000$ odierni, che ne fanno quindi il film più costoso mai fatto in Russia.
La pre-produzione iniziò a Mosca nel 1961 e le riprese nel 1963. Molti musei sovietici si offrirono di collaborare alla lavorazione producendo artefatti e modellini per le scenografie. È uno dei primi film sovietici girati in 70 millimetri, un formato noto negli Stati Uniti e in Europa come Sovscope 70, una versione molto simile all'americana Todd-AO. Per le difficoltose riprese sono state usate speciali cineprese ideate appositamente per il film e utili per il formato da 70 mm. Per la battaglia di Borodino furono impiegate oltre 120.000 comparse. Come in altri film russi fu mobilitata l'Armata rossa, il che ne fa la scena di guerra più vasta mai girata.

## Distribuzione
La durata totale della versione distribuita nelle sale sovietiche è di 484 min., pari a 8 ore circa. Proprio per far fronte alla durata, il film è stato diviso in quattro parti, con titoli che richiamano i personaggi principali:
1. Andrej Bolkonskij, 147 min., (1965)
2. Nataša Rostova, 107 min., (1965)
3. 1812, 104. min, (1966)
4. Pierre Bezuchov, 125 min. (1966)

Per la distribuzione statunitense il film è stato rimontato e ridotto di un'ora e mezzo, con un'ulteriore divisione in due parti. In alcuni Stati la seconda parte è uscita una settimana dopo quella del primo, in altri diverse settimane dopo.
Sempre negli USA, in alcune proiezioni la versione è stata mantenuta originale, dividendo anch'essa in due film, ognuno dei quali composto da due capitoli:
- Parte I
  - Natasha and Andrei
  - The Battle of Austerlitz
- Parte II
  - Natasha and Pierre
  - The Burning of Moscow

La prima parte dura circa 3 ore e mezza, la seconda ha una durata simile, ma con intervalli aggiuntivi della durata di 15 minuti l'uno.

### Home video
Su pressione della Mosfil'm il film è stato restaurato nel 1988 e messo su formato 35 mm per ottenere un miglior rendimento ed essere distribuito in più paesi.
Il film è stato distribuito in DVD negli Stati Uniti dalla Image Entertainment e in Italia dalla General Video.

## Accoglienza
Presentato in molte cerimonie di noti riconoscimenti cinematografici americani ed europei, il film si è aggiudicato tra gli altri l'Oscar al miglior film straniero, un Golden Globe al miglior film straniero (1969), un National Board of Review al miglior film straniero e un New York Film Critics Circle Awards al miglior film straniero.
È stato presentato fuori concorso alla 20ª edizione del Festival di Cannes tenutasi nel 1967.

## Riconoscimenti
- Festival di Mosca 1965
  - Gran Premio
- 1969 - Premio Oscar
  - Miglior film straniero (Unione Sovietica)
  - Candidatura per la Migliore scenografia a Michail Bogdanov, Gennadij Mjasnikov, Georgji Košelev e V. Uvarov
- 1969 - Golden Globe
  - Miglior film straniero (Unione Sovietica)
- 1970 - Premio BAFTA
  - Candidatura per la Migliore scenografia a Michail Bogdanov, Gennadij Mjasnikov, Georgji Košelev e V. Uvarov

- 1968 - National Board of Review Award
  - Miglior film straniero
- 1968 - New York Film Critics Circle Award
  - Miglior film in lingua straniera